# Mayo Louti
Mayo Louti är ett vattendrag i Kamerun.   Det ligger i regionen Norra regionen, i den norra delen av landet, 700 km norr om huvudstaden Yaoundé.